# Энни Кристмас
Энни Кристмас (англ. Annie Christmas) — персонаж фольклора и небылиц Луизианы, одной из первых оригинальных героинь афроамериканского фольклора. Описывается как сверхъестественно сильная афроамериканка ростом 7 футов (2,1 м), капитан килевой лодки. Истории Энни Кристмас были включены в несколько сборников сказок юга США.

## Сюжет
Согласно историям, Энни Кристмас бросила вызов общественным традициям. Энни Кристмас убегает к границе реки Миссисипи, где она бросает вызов иерархии, в которой доминируют мужчины, а также правилам и ожиданиям в отношении женского поведения. Она пьет непомерное количество спиртного и доминирует над мужчинами, которые бросают вызов её авторитету. Важным символом её власти является её жемчужное ожерелье. Каждая жемчужина представляет собой дань уважения тому, кто бросил вызов её авторитету и был побежден. Хотя она не замужем, у неё двенадцать сыновей, которые стали её матросами на килевой лодке. Один из сыновей описывает её так: «Нельзя укротить маму так же, как нельзя укротить Миссисипи…». В одном рассказе о её смерти на неё напали 100 мужчин, которые выстрелили в неё и ударили ножом. По другой версии, она покончила с собой из-за любви.

## В культуре
В романе ямайской писательницы Мишель Клифф «1993: Свободное предприятие: роман о Мэри Эллен Плезант» есть персонаж по имени Энни Кристмас, вероятно, вдохновленный персонажем из сказки. В своей книге «Банды Нового Орлеана» Герберт Эсбери утверждает, что Энни Кристмас изначально была светлокожей женщиной из Нового Орлеана и народным героем. Он пишет, что в белой версии саги об Анни Кристмас она была убита в игорном доме Нового Орлеана.